# Тексаски рейнджъри
Тексас Рейнджърс е основно звено в Департамента за обществена сигурност в Тексас, което се занимава с наказателни разследвания, залавяне на издирвани престъпници, възстановяване на обществения ред, както и подпомагане на местните полицейски органи и изпълнение на други полицейски функции. Базирано е в Остин.

## История
Първото неформално подразделение на Тексаските рейнджъри е създадено от „бащата на Тексас“, Стивън Ф. Остин, през 1823 г., за да защити американските заселници на територията на Тексас, който по това време принадлежи на Мексико. Официално е организирано през 1835 година.
От 1935 г. единицата започва да служи като Държавно бюро за разследване на щата Тексас.
Рейнджърите участват в множество важни събития от историята на Тексас и в някои известни наказателни дела, като търсенето на бандита Джон Хардин, търсенето на банковите разбойници Сам Бас и търсенето на известните Бони и Клайд. Понякога се налага да разоръжават дори местните шерифи .
В състава на рейнджърите известно време (1850) влизат и индианци . А. А. Рузин (руски дворянин) служи като тексаски рейнджър през 1878 г., умира в престрелка с индианците апачи .
Броят на персонала през 2009 г. е 144 души.
Рейнджърите в Тексас носят две значки, едната закрепена на ризата, а другата в кожен калъф, заедно с удостоверение. Неофициално някои рейнджъри носят значка поне от 80-те години на 19 век, но става официален знак от 30-те години. От 1962 г. значките, носени на ризата, са изработени от мексикански монети със съдържание на сребро 99,9% в монети от 5 песо през 1947 или 1948 г. (рейнджъри в ранг на капитан – позлатени от същите монети или изработени от мексикански монети със злато 90 % от 50 песос от 1947 г.). В днешно време значката е звезда („самотна звезда“) в пръстен, традиционен за тексаския рейнджър. Дъбовите и маслинови клони, са взети от големия тексаски печат. Званието на ползвателя се изписва в центъра до 1970 г. в центъра се посочвало името на териториалното подразделение.
Традиционно, рейнджърите в Тексас нямат определена униформа за ежедневно носене, но на работното място те са длъжни да се придържат към определен дрес-код, в който се дава предпочитание на дрехи в стил „Уестърн“ (освен ако това не пречи на изпълнението на техните преки задължения). В специални случаи (при операции на мексиканската граница, бойни операции, след природни бедствия и други извънредни ситуации) се носи военна униформа.
В някои случаи се изисква цивилен костюм: явяване в съда, законодателни органи, както и защита на губернатора на щата и други представители на изпълнителната власт.
По време на първата предизборна кампания за президент на Джордж У. Буш, който тогава е губернатор на Тексас, той също е охраняван от тексаски рейнджъри, които са облечени в обичайните си дрехи в стил „уестърн“. Говори се, че по време на една от предизборните срещи репортерите се втурнали да интервюират не Буш, а охраната му, „истинските рейнджъри от Тексас“. След този инцидент рейнджърите започнат да се обличат в незабележимо цивилно облекло.
Първите 27 рейнджъри са загинали от 1837 до 1855 г. в сблъсъци с индианците, в които понякога са участвали мексиканците. През следващите години други 10 рейнджъри загиват в сблъсъци с индианците. От 1931 до 1978 г. не е имало нито един случай на смърт на рейнджър от ръцете на престъпници (само инциденти, възникнали при изпълнение на служебните задължения). Последният фатален случай настъпил през 1987 г. с освобождаването на отвлечено момиче. 60 от 108 рейнджъри са загинали без да служат даже година.

## В киното
- Уокър, тексаският рейнджър
- Тексас Рейнджърс (филм, 1936)
- Тексас Рейнджърс (телевизионен сериал)
- Самотният рейнджър (2013)